# Alpina pseudonoricana
Alpina pseudonoricana är en fjärilsart som beskrevs av Eugen Wehrli 1921. Alpina pseudonoricana ingår i släktet Alpina och familjen mätare. Inga underarter finns listade i Catalogue of Life.